# Myrmica sulcinodis
Myrmica sulcinodis (лат.) — вид мелких муравьёв рода Myrmica (подсемейство мирмицины).
Включён в списки редких и охраняемых животных в нескольких европейских странах: Германия (в статусе 3), Чехия (VU).

## Распространение
Палеарктика от Ирландии до Камчатки: Европа, Сибирь, Дальний Восток, Монголия, КНДР, Китай.

## Генетика
Диплоидный набор хромосом 2n = 56, что больше, чем у других исследованных видов мирмик (у которых обычно 44, 46 или 48 хромосом).

## Систематика
Близок к Myrmica ademonia из видового комплекса sulcinodis-complex, который включён в группу видов Myrmica lobicornis-group. Вид был впервые описан в 1846 году финским натуралистом Вильямом Нюландером (William Nylander, 1822—1899).

## Описание
Мелкие коричневые муравьи длиной около 5 мм с длинными шипиками заднегруди. Обычно двуцветные: красновато-коричневая грудка и почти чёрные сверху голова и брюшко. Грудь с очень грубыми продольными морщинками. Скапус усика рабочих и самок не резко изогнут у основания без вертикальной лопасти (зубца). Скапус самцов длинный. Стебелёк между грудкой и брюшком состоит из двух члеников: петиолюса и постпетиолюса (последний четко отделен от брюшка), жало развито, куколки голые (без кокона). Петиоль с очень коротким передним стебельком. Гнездятся в почве и под камнями. Семьи малочисленные, часто полигинные (несколько сотен рабочих и несколько маток). Брачный лёт происходит в августе и сентябре. Предпочитают песчаные почвы. Обычны в открытых хвойных лесах и альпийских лугах (северная Евразия), во мшанниках и вересковых пустошах (Великобритания, Дания).
- Рабочий сверху
- Крылатый самец
- Голова самца

### Биохимия
В составе различных желёз обнаружены следующие феромонные вещества:
- пентадекан (C15H32) в дюфуровых желёзах[7];
- Z,E-alpha-homofarnesene (C16H26 или (Z,E)-3-этил-7,11-диметилтридека-1,3,6,10-тетраен) в дюфуровых желёзах[7];
- гексадекан (C16H34) в дюфуровых желёзах[7];
- гептадекан (C17H36) в дюфуровых желёзах[7];
- Z,E-alpha-farnesene (C15H24, или (Z,E)-3,7,11-триметил-1,3,6,10-додекатетраен) в дюфуровых желёзах[7];
- delta9-19Hy (C19H38, или 9-нонадецен) в дюфуровых железах[7];
- Z,E-bishomofarnesene (C17H28 или (Z,E)-7-этил-3,11-диметил-1,3,6,10-тридекатетраен) и другие[7]
- 2,5-диметил-3-этилпиразин (C8H12N2, следовой феромон)[8].
- октан-3-он (C8H16O, или 8-3Kt; феромон тревоги)[9].
- октан-3-ол (C8H18O; феромон тревоги)[9].